# Aneomochtherus atripes
Aneomochtherus atripes là một loài ruồi trong họ Asilidae. Aneomochtherus atripes được Oldroyd miêu tả năm 1958. Loài này phân bố ở vùng Cổ Bắc giới và châu Á.